# لانا هارچ
لانا هارچ (انگلیسی: Lana Harch؛ زادهٔ ۲۳ نوامبر ۱۹۸۴) بازیکن فوتبال اهل استرالیا است.
از باشگاه‌هایی که در آن بازی کرده‌است می‌توان به بریزبن رور اشاره کرد.
وی همچنین در تیم‌های ملی فوتبال Australia women's national under-20 soccer team و زنان استرالیا بازی کرده‌است.